# Ana de Este
Ana de Este (Ferrara, 16 de noviembre de 1531 - París, 17 de mayo de 1607) fue una noble italiana, una de las mayores figuras de la corte de Francia desde el reinado de Enrique II hasta el de Enrique IV.

## Primeros años de vida
Noble italiana, era la hija primogénita de Renata de Francia (hija de Luis XII y de la duquesa Ana de Bretaña) y de Hércules II, duque de Ferrara (hijo de Alfonso I y de Lucrecia Borgia).
Creció en Ferrara, donde recibió una excelente educación. También estudió música, canto, danza, historia y pintura. La futura escritora y estudiosa Olimpia Fulvia Morata fue elegida como una de sus compañeras en la corte.

## Vida
En 1548, después de largas y difíciles negociaciones, su matrimonio fue arreglado con el príncipe francés Francisco, duque de Aumale, hijo del duque de Guisa. El contrato se firmó en Ferrara el 28 de septiembre y el matrimonio se celebró en Saint-Germain-en-Laye, cerca de París el 16 de diciembre. La princesa se fue para nunca volver a Italia.

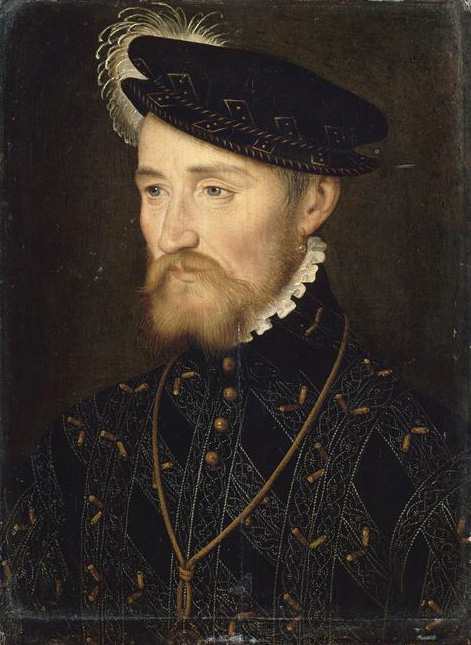
Francisco I de Guisa primer esposo de Ana.

Ana de Este era nieta del rey Luis XII de Francia y por tanto estaba relacionada con Enrique II y sus hijos. Por su matrimonio se había convertido en un miembro de la poderosa familia Guisa, y debido a sus raíces italianas, tuvo especialmente estrechos vínculos con la reina y luego reina madre, Catalina de Médici.
Por estas razones, su posición en la corte fue excepcional. Duquesa de Guisa después de la muerte de su suegro en 1550, gobernó las propiedades de la familia y la enorme fortuna de losGuisa con la ayuda de su suegra, Antonieta de Borbón-Vendome. También actuó en nombre de su padre y como mediadora entre las cortes de Francia y de Ferrara. Dio luz a siete hijos, cuatro de los cuales llegaron a la edad adulta.
En febrero de 1563 el duque Francisco I de Guisa fue asesinado. Mientras que el asesino fue capturado e inmediatamente condenado a muerte, Ana de Este tomó todas las medidas posibles para acusar al jefe de los hugonotes franceses, Gaspar de Coligny, a quien ella hacía responsable del asalto.
Durante los siguientes tres años, la viuda presionó al rey y a sus tribunales de justicia con sus peticiones, pero en enero de 1566 el consejo del rey declaró el almirante de Coligny inocente e impuso silencio eterno en el asunto. En consecuencia, la mayoría de sus contemporáneos creyó que la viuda del duque de Guisa fue la responsable del disparo que atentó contra la vida de Coligny el 22 de agosto de 1572 y que se convirtió en la señal de partida para la Matanza de San Bartolomé.
El 5 de mayo de 1566, Ana de Este se casó con Jacobo de Saboya, duque de Nemours y Genevois. A partir de entonces, la princesa pasó la mayor parte de su tiempo en Annecy o en el camino entre su ducado de Genevois y la corte de Francia. En situaciones políticamente difíciles actuó como mediadora entre su marido y el duque de Saboya, y al mismo tiempo ocupó su puesto en la corte de Francia. Ana de Este también promovió las carreras de sus hijos, ayudó a sus clientes a ganarse la vida, y reclamó un lugar destacado en las ceremonias oficiales de la corte.

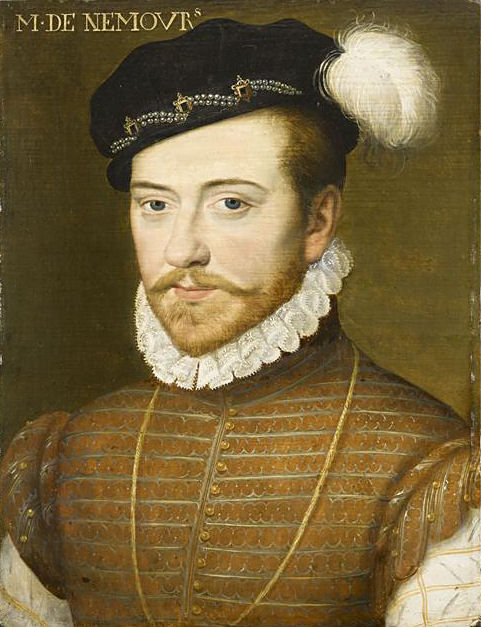
Jacobo de Saboya-Nemours segundo esposo de Ana de Este.

Después de la muerte de su segundo marido en 1585 Ana de Este vivió en París, en su Hôtel de Nemours, que se encuentra en la orilla izquierda del Sena, en lo que hoy es la calle Séguier. Con la formación de la Liga Católica, en la que sus hijos tuvieron un papel destacado, la importancia de la duquesa por los acontecimientos políticos en el reino de Francia aumentó considerablemente.
En diciembre de 1588 Enrique III ordenó el asesinato de sus dos hijos mayores y el encarcelamiento de Ana. Aunque las fuentes no dicen nada acerca de las obras de la duquesa después de su liberación, algunos contemporáneos creían en su responsabilidad por el asesinato del rey. Durante el asedio de París por Enrique IV, Ana de Este fue declarada reina madre de la Liga, pero después de la conversión del Borbón al catolicismo lo reconoció como rey y trató de convencer a sus hijos rebeldes de seguir sus pasos. En 1594 Ana viajó a París para rendir homenaje a Enrique IV.
Ana de Este pasó sus últimos años en una posición muy respetable superintendente de la mansión de la reina María de Médici, pero también en un creciente endeudamiento y en la constante preocupación por la situación financiera de sus hijos y nietos.
Cuando murió el 17 de mayo de 1607, el valor de sus bienes inmuebles llegó a poco más de 4.000 libras. Las entrañas y el corazón de la duquesa fueron enterrados en París y en Joinville, mientras que su cuerpo fue trasladado a Annecy, donde fue enterrada junto a su segundo marido. Ninguna de las tumbas permanecen.

## Matrimonio e hijos
Casada en primeras nupcias en Saint-Germain-en-Laye el 16 de diciembre de 1548 con Francisco I (1519 – 1563), duque de Guisa. De esta unión nacieron:
- Enrique (1549 – 1588), duque de Guisa con el nombre de Enrique I;
- Catalina María (1551 – 1596), casada en 1570 con Luis de Borbón, duque de Montpensier;
- Carlos (1554 – 1611), duque de Mayenne;
- Luis (1555 – 1588), cardenal de Guisa y arzobispo de Reims;
- Antonio (1557 – 1560);
- Francisco (1559 – 1573);
- Maximiliano (1562 – 1567/68).

Viuda, nuevamente se casó en Saint-Maur-des-Fossés el 5 de mayo de 1566 con Jacobo de Saboya (1531 – 1585), duque de Nemours. de esta unión nacieron:
- Carlos Manuel (1567 – 1595), duque de Nemours;
- Margarita (1568 – 1572);
- Enrique (1572 – 1632), duque de Nemours, con el nombre de Enrique I.
- Robert (1577 – 1661)

## Ancestros
|  |                                                   |  |  |  |  |  |  |  |  |  |  |  |  |  |  |  |
|  | 16. Nicolás III de Este                           |  |  |  |  |  |  |  |  |  |  |  |  |  |  |  |
|  |                                                   |  |  |  |  |  |  |  |  |  |  |  |  |  |  |  |
|  |                                                   |  |  |  |  |  |  |  |  |  |  |  |  |  |  |  |
|  | 8. Hércules I de Este                             |  |  |  |  |  |  |  |  |  |  |  |  |  |  |  |
|  |                                                   |  |  |  |  |  |  |  |  |  |  |  |  |  |  |  |
|  |                                                   |  |  |  |  |  |  |  |  |  |  |  |  |  |  |  |
|  | 17. Ricciarda de Saluzzo                          |  |  |  |  |  |  |  |  |  |  |  |  |  |  |  |
|  |                                                   |  |  |  |  |  |  |  |  |  |  |  |  |  |  |  |
|  |                                                   |  |  |  |  |  |  |  |  |  |  |  |  |  |  |  |
|  | 4. Alfonso I de Este                              |  |  |  |  |  |  |  |  |  |  |  |  |  |  |  |
|  |                                                   |  |  |  |  |  |  |  |  |  |  |  |  |  |  |  |
|  |                                                   |  |  |  |  |  |  |  |  |  |  |  |  |  |  |  |
|  | 18. Rey Ferrante I de Nápoles                     |  |  |  |  |  |  |  |  |  |  |  |  |  |  |  |
|  |                                                   |  |  |  |  |  |  |  |  |  |  |  |  |  |  |  |
|  |                                                   |  |  |  |  |  |  |  |  |  |  |  |  |  |  |  |
|  | 9. Leonor de Nápoles                              |  |  |  |  |  |  |  |  |  |  |  |  |  |  |  |
|  |                                                   |  |  |  |  |  |  |  |  |  |  |  |  |  |  |  |
|  |                                                   |  |  |  |  |  |  |  |  |  |  |  |  |  |  |  |
|  | 19. Reina Isabella de Chiaromonte                 |  |  |  |  |  |  |  |  |  |  |  |  |  |  |  |
|  |                                                   |  |  |  |  |  |  |  |  |  |  |  |  |  |  |  |
|  |                                                   |  |  |  |  |  |  |  |  |  |  |  |  |  |  |  |
|  | 2. Hércules II de Este                            |  |  |  |  |  |  |  |  |  |  |  |  |  |  |  |
|  |                                                   |  |  |  |  |  |  |  |  |  |  |  |  |  |  |  |
|  |                                                   |  |  |  |  |  |  |  |  |  |  |  |  |  |  |  |
|  | 20. Jofré de Borja y Escrivà                      |  |  |  |  |  |  |  |  |  |  |  |  |  |  |  |
|  |                                                   |  |  |  |  |  |  |  |  |  |  |  |  |  |  |  |
|  |                                                   |  |  |  |  |  |  |  |  |  |  |  |  |  |  |  |
|  | 10. Papa Alejandro VI                             |  |  |  |  |  |  |  |  |  |  |  |  |  |  |  |
|  |                                                   |  |  |  |  |  |  |  |  |  |  |  |  |  |  |  |
|  |                                                   |  |  |  |  |  |  |  |  |  |  |  |  |  |  |  |
|  | 21. Isabel de Borja                               |  |  |  |  |  |  |  |  |  |  |  |  |  |  |  |
|  |                                                   |  |  |  |  |  |  |  |  |  |  |  |  |  |  |  |
|  |                                                   |  |  |  |  |  |  |  |  |  |  |  |  |  |  |  |
|  | 5. Lucrecia Borgia                                |  |  |  |  |  |  |  |  |  |  |  |  |  |  |  |
|  |                                                   |  |  |  |  |  |  |  |  |  |  |  |  |  |  |  |
|  |                                                   |  |  |  |  |  |  |  |  |  |  |  |  |  |  |  |
|  | 22. Giacommo de Candia, conte dei Cattanei        |  |  |  |  |  |  |  |  |  |  |  |  |  |  |  |
|  |                                                   |  |  |  |  |  |  |  |  |  |  |  |  |  |  |  |
|  |                                                   |  |  |  |  |  |  |  |  |  |  |  |  |  |  |  |
|  | 11. Vannozza Cattanei                             |  |  |  |  |  |  |  |  |  |  |  |  |  |  |  |
|  |                                                   |  |  |  |  |  |  |  |  |  |  |  |  |  |  |  |
|  |                                                   |  |  |  |  |  |  |  |  |  |  |  |  |  |  |  |
|  | 23. Mencia Pinctoris                              |  |  |  |  |  |  |  |  |  |  |  |  |  |  |  |
|  |                                                   |  |  |  |  |  |  |  |  |  |  |  |  |  |  |  |
|  |                                                   |  |  |  |  |  |  |  |  |  |  |  |  |  |  |  |
|  | 1. Ana de Este                                    |  |  |  |  |  |  |  |  |  |  |  |  |  |  |  |
|  |                                                   |  |  |  |  |  |  |  |  |  |  |  |  |  |  |  |
|  |                                                   |  |  |  |  |  |  |  |  |  |  |  |  |  |  |  |
|  | 24. Luis de Valois                                |  |  |  |  |  |  |  |  |  |  |  |  |  |  |  |
|  |                                                   |  |  |  |  |  |  |  |  |  |  |  |  |  |  |  |
|  |                                                   |  |  |  |  |  |  |  |  |  |  |  |  |  |  |  |
|  | 12. Carlos I de Orleans                           |  |  |  |  |  |  |  |  |  |  |  |  |  |  |  |
|  |                                                   |  |  |  |  |  |  |  |  |  |  |  |  |  |  |  |
|  |                                                   |  |  |  |  |  |  |  |  |  |  |  |  |  |  |  |
|  | 25. Valentina Visconti                            |  |  |  |  |  |  |  |  |  |  |  |  |  |  |  |
|  |                                                   |  |  |  |  |  |  |  |  |  |  |  |  |  |  |  |
|  |                                                   |  |  |  |  |  |  |  |  |  |  |  |  |  |  |  |
|  | 6. Luis XII de Francia                            |  |  |  |  |  |  |  |  |  |  |  |  |  |  |  |
|  |                                                   |  |  |  |  |  |  |  |  |  |  |  |  |  |  |  |
|  |                                                   |  |  |  |  |  |  |  |  |  |  |  |  |  |  |  |
|  | 26. Conde Adolfo I de Cléveris y La Marck         |  |  |  |  |  |  |  |  |  |  |  |  |  |  |  |
|  |                                                   |  |  |  |  |  |  |  |  |  |  |  |  |  |  |  |
|  |                                                   |  |  |  |  |  |  |  |  |  |  |  |  |  |  |  |
|  | 13. María de Cléveris                             |  |  |  |  |  |  |  |  |  |  |  |  |  |  |  |
|  |                                                   |  |  |  |  |  |  |  |  |  |  |  |  |  |  |  |
|  |                                                   |  |  |  |  |  |  |  |  |  |  |  |  |  |  |  |
|  | 27. Duquesa María de Cléveris                     |  |  |  |  |  |  |  |  |  |  |  |  |  |  |  |
|  |                                                   |  |  |  |  |  |  |  |  |  |  |  |  |  |  |  |
|  |                                                   |  |  |  |  |  |  |  |  |  |  |  |  |  |  |  |
|  | 3. Renata de Francia                              |  |  |  |  |  |  |  |  |  |  |  |  |  |  |  |
|  |                                                   |  |  |  |  |  |  |  |  |  |  |  |  |  |  |  |
|  |                                                   |  |  |  |  |  |  |  |  |  |  |  |  |  |  |  |
|  | 28. Ricardo de Étampes                            |  |  |  |  |  |  |  |  |  |  |  |  |  |  |  |
|  |                                                   |  |  |  |  |  |  |  |  |  |  |  |  |  |  |  |
|  |                                                   |  |  |  |  |  |  |  |  |  |  |  |  |  |  |  |
|  | 14. Francisco II de Bretaña                       |  |  |  |  |  |  |  |  |  |  |  |  |  |  |  |
|  |                                                   |  |  |  |  |  |  |  |  |  |  |  |  |  |  |  |
|  |                                                   |  |  |  |  |  |  |  |  |  |  |  |  |  |  |  |
|  | 29. Duquesa Margarita de Valois (hija de 24 y 25) |  |  |  |  |  |  |  |  |  |  |  |  |  |  |  |
|  |                                                   |  |  |  |  |  |  |  |  |  |  |  |  |  |  |  |
|  |                                                   |  |  |  |  |  |  |  |  |  |  |  |  |  |  |  |
|  | 7. Ana de Bretaña                                 |  |  |  |  |  |  |  |  |  |  |  |  |  |  |  |
|  |                                                   |  |  |  |  |  |  |  |  |  |  |  |  |  |  |  |
|  |                                                   |  |  |  |  |  |  |  |  |  |  |  |  |  |  |  |
|  | 30. Gastón IV de Foix                             |  |  |  |  |  |  |  |  |  |  |  |  |  |  |  |
|  |                                                   |  |  |  |  |  |  |  |  |  |  |  |  |  |  |  |
|  |                                                   |  |  |  |  |  |  |  |  |  |  |  |  |  |  |  |
|  | 15. Margarita de Foix                             |  |  |  |  |  |  |  |  |  |  |  |  |  |  |  |
|  |                                                   |  |  |  |  |  |  |  |  |  |  |  |  |  |  |  |
|  |                                                   |  |  |  |  |  |  |  |  |  |  |  |  |  |  |  |
|  | 31. Reina Leonor I de Navarra                     |  |  |  |  |  |  |  |  |  |  |  |  |  |  |  |
|  |                                                   |  |  |  |  |  |  |  |  |  |  |  |  |  |  |  |
|  |                                                   |  |  |  |  |  |  |  |  |  |  |  |  |  |  |  |